# Eutetranychus cratis
Eutetranychus cratis är en spindeldjursart som beskrevs av Baker och Pritchard 1960. Eutetranychus cratis ingår i släktet Eutetranychus och familjen Tetranychidae. Inga underarter finns listade i Catalogue of Life.